# Бузан (Курганская область)
Бузан — село в Белозерском районе Курганской области. Входит в состав Боровского сельсовета.

## История
До 1917 года входила в состав Иковской волости Курганского уезда Тобольской губернии. По данным на 1926 год состояла из 74 хозяйств. В административном отношении входила в состав Слободчиковского сельсовета Белозерского района Курганского округа Уральской области.

## Население
| 1912 | 1926 | 1989 | 2002 | 2010 |
| ---- | ---- | ---- | ---- | ---- |
| 349  | ↘339 | ↘29  | ↘25  | ↘15  |

По данным переписи 1926 года в деревне проживало 339 человек (152 мужчины и 187 женщин), в том числе: русские составляли 99 % населения.